# Cyril Northcote Parkinson
Cyril Northcote Parkinson (30. juli 1909 – 9. marts 1993) var en engelsk marinehistoriker med udpræget sans for politik.
Han blev kendt i 1958 for "Parkinsons lov eller stræben efter fremgang". Den indeholder en lang række vittige, paradoksale og ironiske paragraffer som "Det er nu fastslået, at den gennemtænkt fuldkomne indretning kun forekommer i foretagender på sammenbruddets rand". (Parkinson giver eksempler som Versailles og Peterskirken). Og: "Inkompetente ledere omgiver sig med inkompetente ansatte".